# Valea Șoșii
Valea Șoșii – wieś w Rumunii, w okręgu Bacău, w gminie Poduri. W 2011 roku liczyła 1107 mieszkańców.